# Рід Сімонтон
Рід Сімонтон (англ. Reid Simonton; нар. 30 березня 1973, Калгарі, Альберта, Канада) — канадський хокеїст, захисник.

## Ігрова кар'єра
Рід Сімонтон з 1992 по 1996 виступав за університетську команду Юніон коледж. У драфті НХЛ 1994 був обраний у першому раунді під 9-им номером клубом НХЛ «Квебек Нордікс», але ніколи не грав у Національній хокейній лізі. З сезону 1997/98 грає у Європі за фінський клуб «Таппара», вже наступний сезон проводить за «Адлер Мангейм» та стає чемпіоном Німеччини. В подальшому виступає за шведський клуб «Вестра Фрелунда», британський «Брекнелл Біз», два сезони проводить у Німецькій хокейній лізі у складі «Аугсбург Пантерс», сезони 2003/05 років у австрійському «Лінц Блек-Вінгс». Ще по одному сезону відіграв за данський «Гернінг Блю-Фокс» та британський «Ковентрі Блейз».

## Досягнення
- Чемпіон Німеччини у складі «Адлер Мангейм» — 1999.